# Força Quds
Força Quds (també Força Ghods; en persa نیروی قدس, translit. Niru-ye Ghods) és una unitat especial de l'Exèrcit dels Guardians de la Revolució Islàmica de l'Iran. La Federation of American Scientists (Federació de Científics Americans), en un document de 1998, va afirmar que la missió principal de la Força Quds és d'organitzar, entrenar, equipar i finançar moviments revolucionaris islàmics estrangers, i que la Força seria responsable per la construcció i manteniment de contactes amb organitzacions militants islàmiques clandestines per tot el món islàmic.
La Força Quds respon directament al Líder suprem de l'Iran, el Aiatol·là Ali Khamenei.  Va ser liderada, de 1998 a 2020, pel major-general Qasem Soleimani, que fou mort a Bagdad el 3 de gener de 2020 en un atac aeri amb vehicles aeris no tripulats dels Estats Units d'Amèrica, sent succeït per Esmail Qaani, que va morir el 3 d'octubre de 2024 en el bombardeig israelià de Dahieh.